# Oberrohr (Gemeinde Rohr bei Hartberg)
Oberrohr ist ein Ortsteil der Gemeinde Rohr bei Hartberg, die gleichnamige Katastralgemeinde ist 460,64 ha groß.

## Geographie und Geschichte

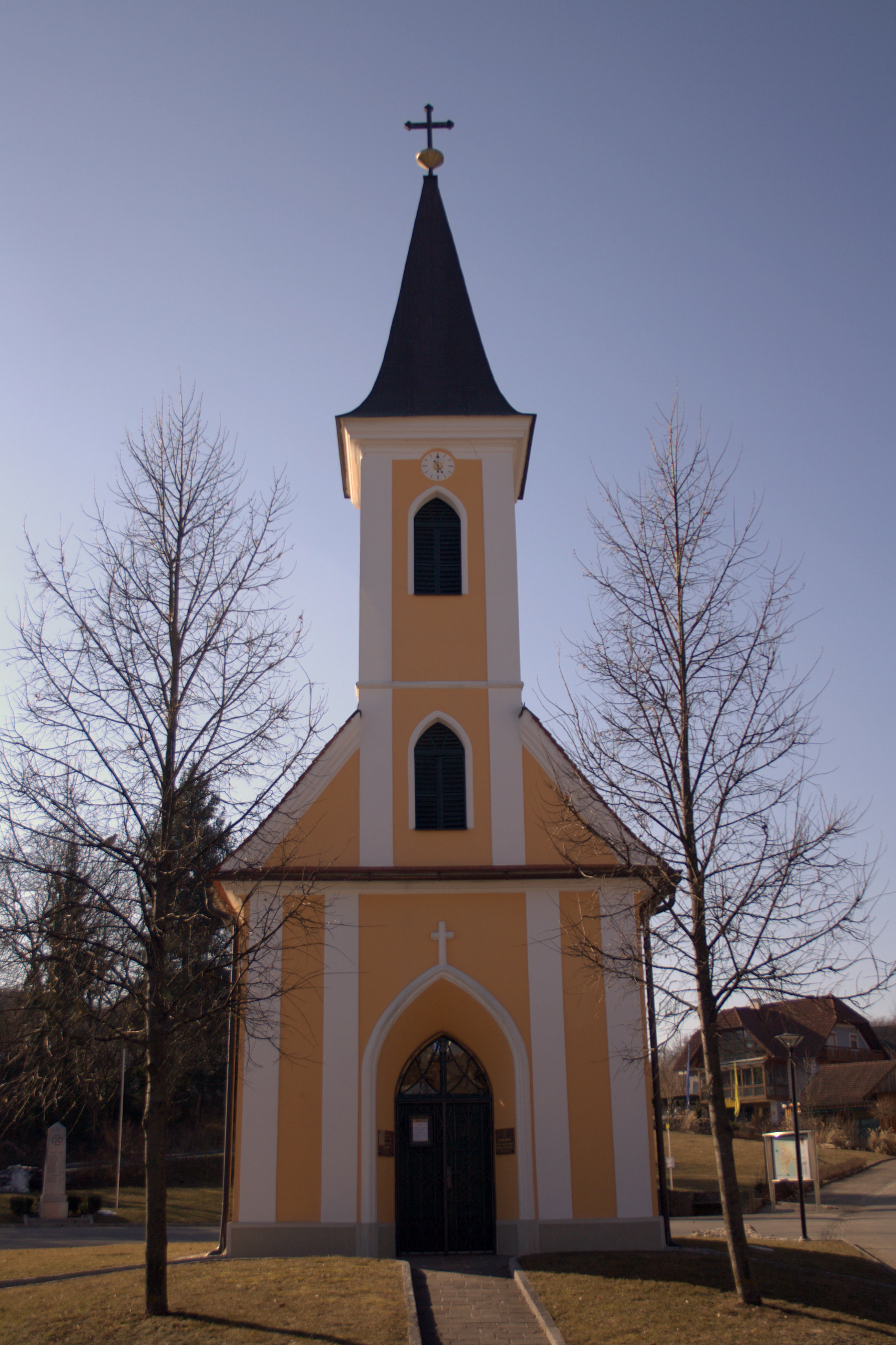
Kapelle Oberrohr

Die Gründung erfolgte an einem rechten Seitenarm der Lungitz (der Name Oberrohr lässt darauf schließen, dass dieser damals mit Röhricht verwachsen war) um einen artesischen Brunnen auf landesfürstlichem Boden als Grabendorfanlage in der ersten Hälfte des 13. Jahrhunderts. 1357 als Besitz der Herrn von Neuberg bezeugt, 1482 an das Chorherrnstift Pöllau vererbt, wo es bis zur Aufhebung der Grundherrschaft verblieb. Der Ort wurde durch seine Lage im Grenzgebiet zu Ungarn mehrfach in schwere Mitleidenschaft gezogen (1418 Ungarn, 1532 Türken, 1616 Ungarn) bzw. von den Kuruzzen Anfang des 18. Jh. (1704, 1707) vollständig zerstört.
Oberrohr war zunächst eine planmäßige Siedlungsgemeinde mit regelmäßiger Dorfanlage und Flurverteilung mit Allmende, die später aufgeteilt wurde. An der Spitze der Siedlungsgemeinde stand ein Dorfrichter. Bei der Schaffung der politischen Gemeinden (Gemeindevorsteher bzw. Bürgermeister an der Spitze) 1850 wurde die KG Oberrohr Ortsgemeinde. Mit 1. Januar 1959 wurde die Gemeinde Oberrohr mit der Gemeinde Unterrohr zur neuen Gemeinde Rohr bei Hartberg zusammengelegt.
Urkundliche Erwähnungen: 1265 Ror superior, ca. 1420 Ober Ror, 1527 Ober Rar, 1712 Ober Rohr